# 鈴木正四
鈴木 正四（すずき まさし、1914年2月11日 - 2001年12月24日）は、日本の歴史学者。愛知大学名誉教授。

## 経歴
山形県出身。鹿児島県立第一鹿児島中学校 (旧制)を経て、1933年第七高等学校造士館 (旧制)卒業。1936年東京帝国大学西洋史学科卒業。外務省図書係嘱託、ナウカ社「社会評論」編集長を経て、1956年愛知大学教授、後に同大学国際問題研究所長。1985年定年退任。

## 著書
- 『セシル・ローヅと南アフリカ』（博文館、大陸発展叢書） 1941
- 『民主主義革命』（岩波書店、新しき歩みのために） 1948
- 『フランス大革命』（福村書店、中学生歴史文庫 世界史） 1951
- 『祖国の解放 トルコの場合』（岩波新書） 1952
- 『インド兵(セポイ)の反乱 インド民族解放運動の歴史』（青木新書） 1955
- 『セシル・ローズ 帝国主義者・植民地主義者の典型』（誠文堂新光社、歴史の人間像） 1960
- 『戦後日本の史的分析』（青木書店） 1969
- 『世界現代史の究明 戦争と民族解放闘争の諸問題』（青木書店） 1970
- 『アジア民族革命の研究 セポイの反乱・トルコ革命』（青木書店） 1972
- 『セシル・ローズと南アフリカ』（誠文堂新光社） 1980.11
- 『歴史に生きる鈴木正四 一コミュニストとして歩んだ戦前・戦中・戦後』（鈴木綾子私家版） 2003.11

### 共編著
- 『民族解放統一戦線 アジアの現状分析』（岡倉古志郎共編、三一書房） 1953
- 『日本近代史』（井上清共著、合同新書） 1955

## 翻訳
- 『近世インド産業発達史』（ガドギル、慶応書房） 1943
- 「セポイの乱」（V・D・サヴァルカール、筑摩書房、『世界ノンフィクション全集7』） 1960